# Ordine della Libertà (Montenegro)
L'Ordine della Libertà (o Ordine della liberazione del Montenegro o Medaglia della rivolta di Natale) è un'onorificenza concessa dal Regno del Montenegro, istituita dal re Nicola I il 18 ottobre 1920 mentre si trovava in esilio per commemorare il ritorno della sua casata sul trono del Montenegro dopo la parentesi dell'occupazione serba. Esso venne concesso a quanti si prodigarono attivamente per restaurare la monarchia nel Montenegro e, nello specifico, ai partecipanti alla cosiddetta "rivolta di Natale" che in realtà si svolse il 7 gennaio 1919.
La medaglia dell'ordine presenta lo stemma del Montenegro in smalti, all'interno di una corona d'alloro con due spade incrociate.
Il nastro dell'ordine è verde.
L'Ordine consta di una sola classe col titolo di Cavaliere/Dama.